# Arctosa ipsa
Arctosa ipsa là một loài nhện trong họ Lycosidae.
Loài này thuộc chi Arctosa. Arctosa ipsa được Ferdinand Karsch miêu tả năm 1879.